# Cupitha
Cupitha is een geslacht van vlinders van de familie van de dikkopjes (Hesperiidae), uit de onderfamilie van de Hesperiinae. Dit geslacht is voor het eerst wetenschappelijk beschreven door Frederic Moore in een publicatie uit 1884.
Dit geslacht is monotypisch, dat wil zeggen dat het maar één soort heeft namelijk Cupitha purreea (Moore, 1877) uit het Oriëntaals gebied.